# M.T. Anderson
Matthew Tobin Anderson, conosciuto come M.T. Anderson (Cambridge, 4 novembre 1968), è uno scrittore statunitense.

## Biografia
Nato nel 1968 a Cambridge da Will e Juliana Anderson, ha conseguito un B.A. nel 1991 in letteratura inglese all'Università di Cambridge e un Master of Fine Arts in scrittura creativa all'Università di Syracuse nel 1998.
Ha esordito nel 1997 con il romanzo per ragazzi Thirsty al quale hanno fatto seguito altre opere young adult caratterizzate da toni ironici e sarcastici.
Tra i riconoscimenti ottenuti si segnala il National Book Award per la letteratura per ragazzi del 2006 per La storia stupefacente di Octavian Nothing traditore della nazione. Volume 1: La festa del vaiolo.

## Opere

### Romanzi
- Thirsty (1997)
- Burger Wuss (1999)
- Feed (2002), Milano, Fabbri, 2005 traduzione di Berenice Capatti ISBN 88-451-1494-5.
- Symphony for the City of the Dead: Dmitri Shostakovich and the Siege of Leningrad (2015)
- Paesaggio con mano invisibile (Landscape with Invisible Hand, 2017), Milano, Rizzoli, 2018 traduzione di Berenice Capatti ISBN 978-88-17-09872-4.
- La guerra segreta tra Elfi e Goblin (The Assassination of Brangwain Spurge, 2018), Milano, Rizzoli, 2019 traduzione di Berenice Capatti ISBN 978-88-17-14316-5.
- Le figlie di Ys (The Daughters of Ys), Roma, Rebelle, 2020 illustrazioni di Jo Rioux ISBN 978-88-94559-05-7.

### Libri illustrati
- Handel, Who Knew What He Liked (2001)
- Strange Mr. Satie (2003)
- Me, All Alone, at the End of the World (2004)
- The Serpent Came to Gloucester (2005)
- Me, All Alone, at the End of the World (2005)

### Fumetti
- Yvain: The Knight of the Lion con Andrea Offermann (2017)
- The Daughters of Ys con Jo Rioux (2020)

### Serie Norumbegan Quartet
- The Game of Sunken Places (2004)
- The Suburb Beyond the Stars (2010)
- The Empire of Gut and Bone (2011)
- The Chamber in the Sky (2012)

### Serie Pals in Peril
- Whales on Stilts (2005)
- The Clue of the Linoleum Lederhosen (2006)
- Jasper Dash and the Flame-Pits of Delaware (2009)
- Agent Q, or, The Smell of Danger (2010)
- Zombie Mommy (2011)
- He Laughed with His Other Mouths (2014)

### Serie Octavian Nothing
- La storia stupefacente di Octavian Nothing traditore della nazione. Volume 1: La festa del vaiolo (The Astonishing Life of Octavian Nothing, Traitor to the Nation, Volume I: The Pox Party), Milano, Rizzoli, 2008 traduzione di Berenice Capatti ISBN 978-88-17-02419-8.
- The Astonishing Life of Octavian Nothing, Traitor to the Nation, Volume II: The Kingdom on the Waves (2008)

## Premi e riconoscimenti
- National Book Award per la letteratura per ragazzi: 2002 finalista con Feed, 2006 vincitore con La storia stupefacente di Octavian Nothing traditore della nazione. Volume 1: La festa del vaiolo e 2018 finalista con La guerra segreta tra Elfi e Goblin
- Michael L. Printz Award: 2007 "Honor Book" con La storia stupefacente di Octavian Nothing traditore della nazione. Volume 1: La festa del vaiolo e 2009 "Honor Book" con The Astonishing Life of Octavian Nothing, Traitor to the Nation, Vol. 2: The Kingdom on the Waves